# Mùi đu đủ xanh
Mùi đu đủ xanh é um filme de drama vietnamita de 1993 dirigido e escrito por Tran Anh Hung. Foi indicado ao Oscar de melhor filme estrangeiro na edição de 1994, representando o Vietnã.

## Elenco
- Tran Nu Yên-Khê - Mui (20 anos)
- Man San Lu - Mui (10 anos)
- Thi Loc Truong - La mère
- Anh Hoa Nguyen - La vieille Ti
- Hoa Hoi Vuong - Khuyen
- Ngoc Trung Tran - Le père
- Vantha Talisman - Thu
- Keo Souvannavong - Trung
- Van Oanh Nguyen - Mr. Thuan
- Gerard Neth - Tin
- Nhat Do - Lam